# Milan Babić
Milan Babić (serbiska: Милан Бабић), född 26 februari 1956 i Kukar i Jugoslavien (nuvarande Kroatien), död 5 mars 2006 i Haag i Nederländerna, var en serbisk politiker och dömd krigsförbrytare.

## Biografi
Åren 1991–1992 tjänade han som president för Serbiska republiken Krajina som var en självutnämnd och icke internationellt erkänd stat på kroatisk territorium. 
I november år 2003 överlämnade han sig till Internationella krigsförbrytartribunalen för det forna Jugoslavien i Haag i Nederländerna. År 2004 dömde rätten honom till 13 års fängelse för krigsförbrytelser och brott mot mänskligheten under det kroatiska självständighetskriget. Babić fruktade för sitt liv då han hade avlagt vittnesmål mot Slobodan Milošević och internerades på hemlig ort.
Enligt Haagtribunalens dom var Babić som en av de högst rankade Kroatienserbiska politikerna delaktigt i förföljelse och fördrivning av kroater och icke-serber i den självutnämnda Serbiska republiken Krajina. Något han själv medgav. Babić var därmed den förste åtalade serben som medgav skuld och uttryckte ånger. Den etniska rensningen hade skett i samarbetade med bland andra Serbiens president Slobodan Milošević, milisledaren Vojislav Šešelj och militären Ratko Mladić.
På kvällen den 5 mars 2006 påträffades Babić död i sin cell i tribunalens fängelse i Scheveningen, en förort till Haag. Det konstaterades att Babić hade begått självmord genom hängning med ett skärp.
Milan Babić begravdes i Belgrad i Serbien den 21 mars 2006.

## Citat
| ”             | Jag står inför denna domstol med en djup känsla av skam och ånger. Jag tillät mig själv att delta i förföljelser av värsta slag mot människor, endast på grund av att de var kroater och inte serber. Jag ber de kroatiska bröderna om förlåtelse. | „ |
| – Milan Babić | |   |